# Оператор Кірша
Опера́тор Кі́рша (англ. Kirsch operator) або ко́мпасне ядро́ Кі́рша (англ. Kirsch compass kernel) — це нелінійний виявляч контурів, який шукає максимальну вираженість контуру в кількох заздалегідь визначених напрямках. Його названо на честь інформатика Рассела Кірша.

## Математичний опис
Цей оператор бере певну ядрову маску й обертає її з кроком 45 градусів у всіх 8 компасних напрямках: Пн, ПнЗ, З, ПдЗ, Пд, ПдС, С та ПнС. Гранична величина оператора Кірша обчислюється як максимальна величина в усіх напрямках:
{\displaystyle h_{n,m}=\max _{z=1,\dots ,8}\sum _{i=-1}^{1}\sum _{j=-1}^{1}g_{ij}^{(z)}\cdot f_{n+i,m+j}}
де z перелічує ядра компасних напрямків g:
{\displaystyle \mathbf {g^{(1)}} ={\begin{bmatrix}+5&+5&+5\\-3&0&-3\\-3&-3&-3\end{bmatrix}},\ }{\displaystyle \mathbf {g^{(2)}} ={\begin{bmatrix}+5&+5&-3\\+5&0&-3\\-3&-3&-3\end{bmatrix}},\ }{\displaystyle \mathbf {g^{(3)}} ={\begin{bmatrix}+5&-3&-3\\+5&0&-3\\+5&-3&-3\end{bmatrix}},\ }{\displaystyle \mathbf {g^{(4)}} ={\begin{bmatrix}-3&-3&-3\\+5&0&-3\\+5&+5&-3\end{bmatrix}}} і так далі.
Напрямок контуру визначає маска, яка видає максимальну вираженість контуру.

## Приклади зображень

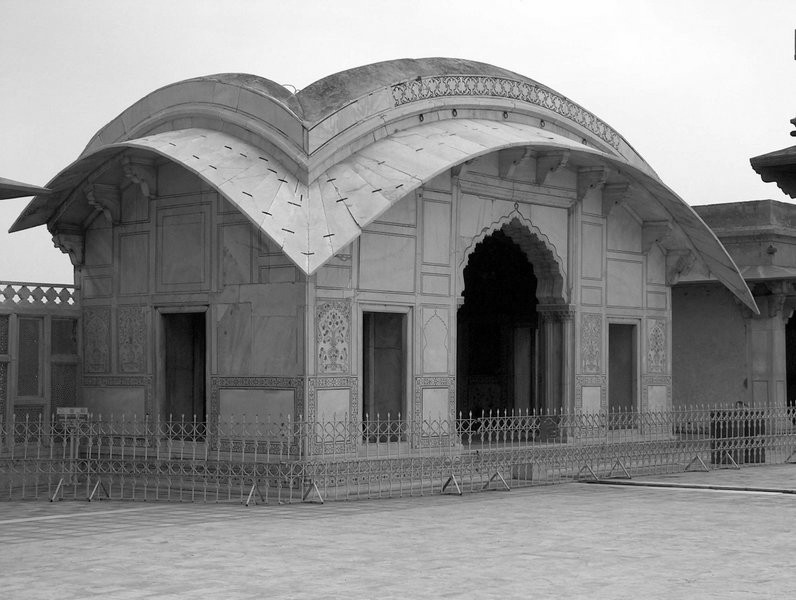
Первинне зображення
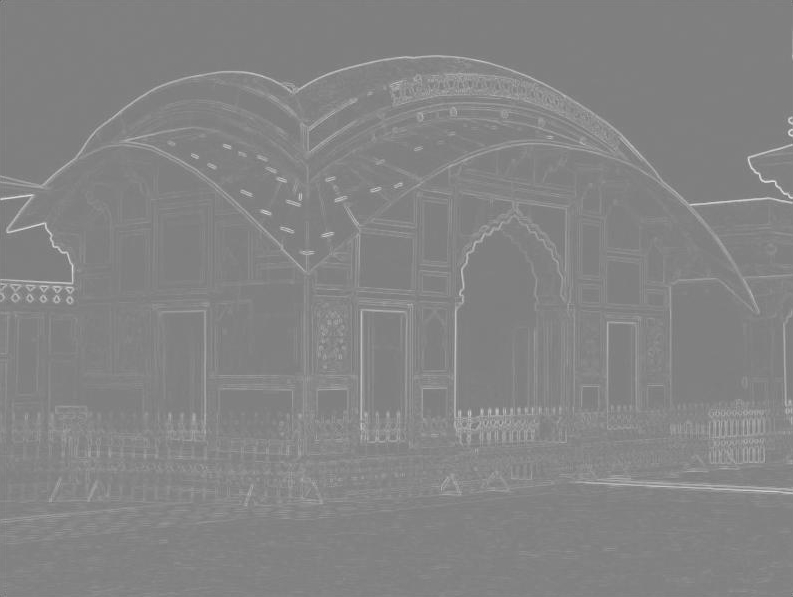
Максимальний градієнт у 8 напрямках

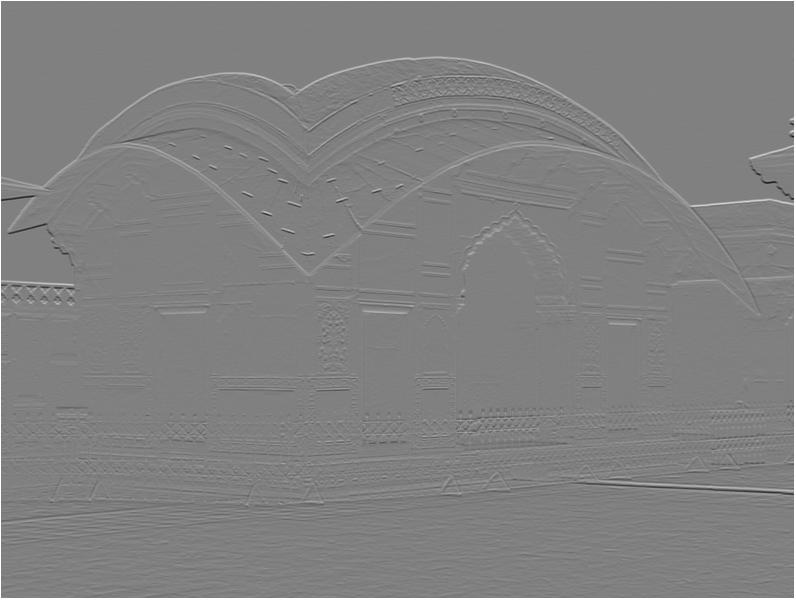
Зображення, профільтроване g(1)
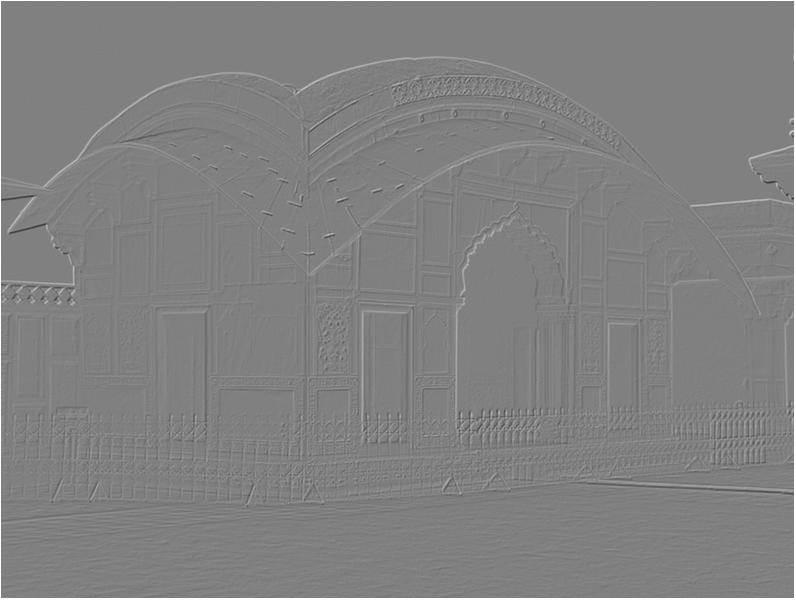
Зображення, профільтроване g(2)
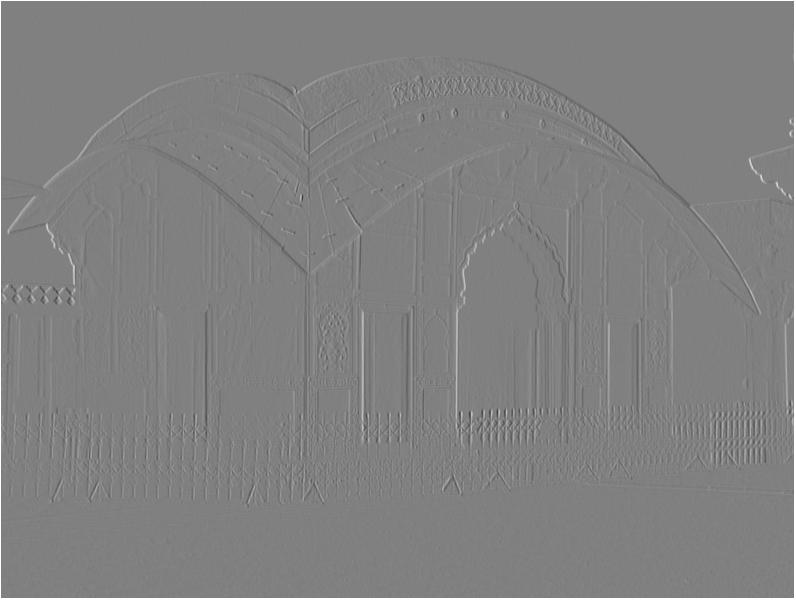
Зображення, профільтроване g(3)
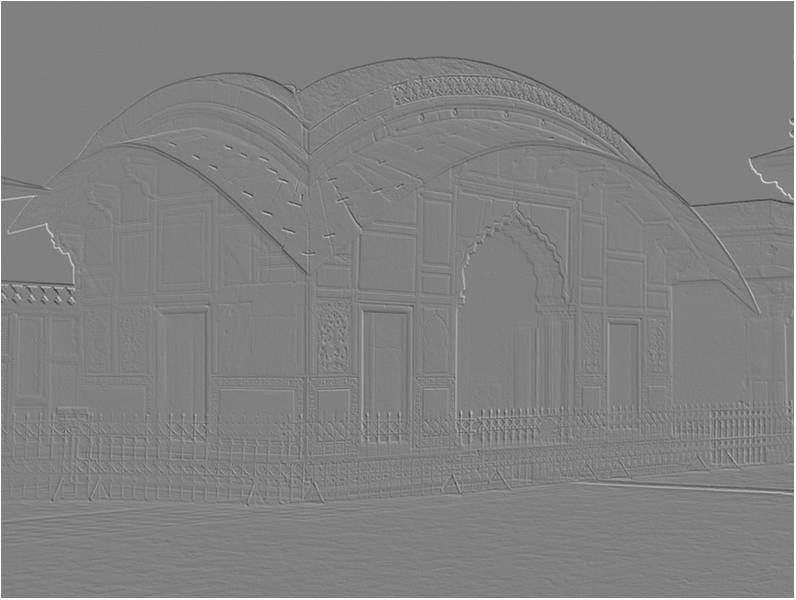
Зображення, профільтроване g(4)

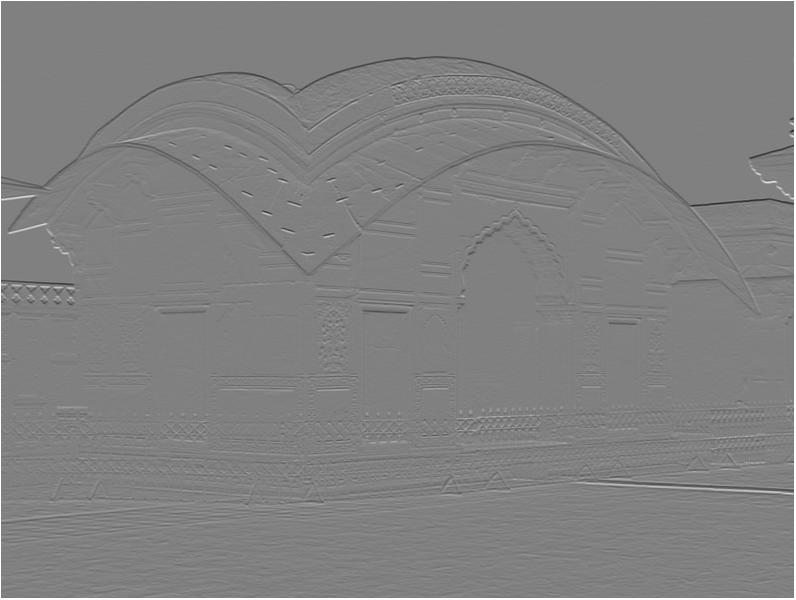
Зображення, профільтроване g(5)
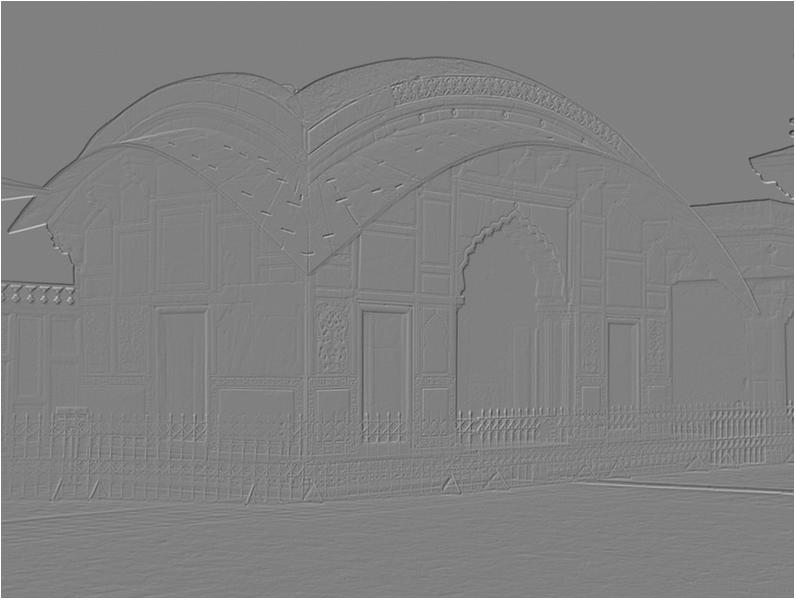
Зображення, профільтроване g(6)
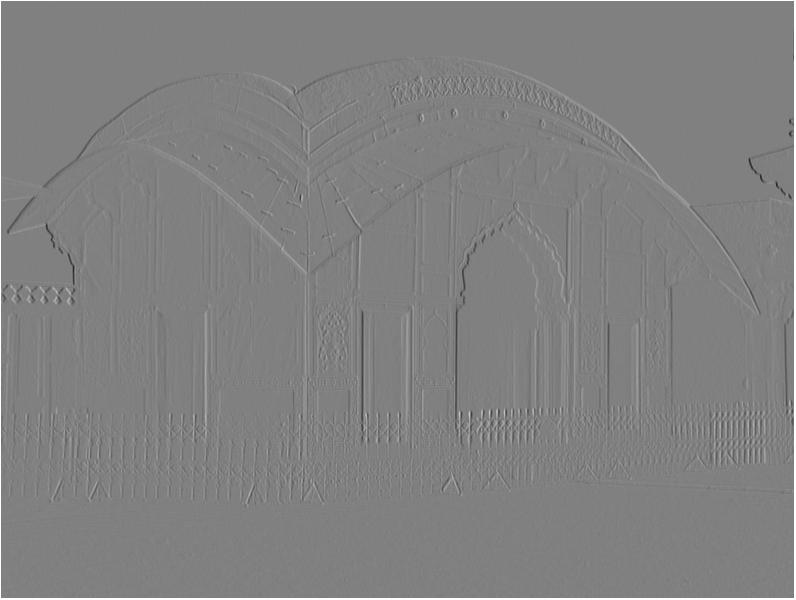
Зображення, профільтроване g(7)
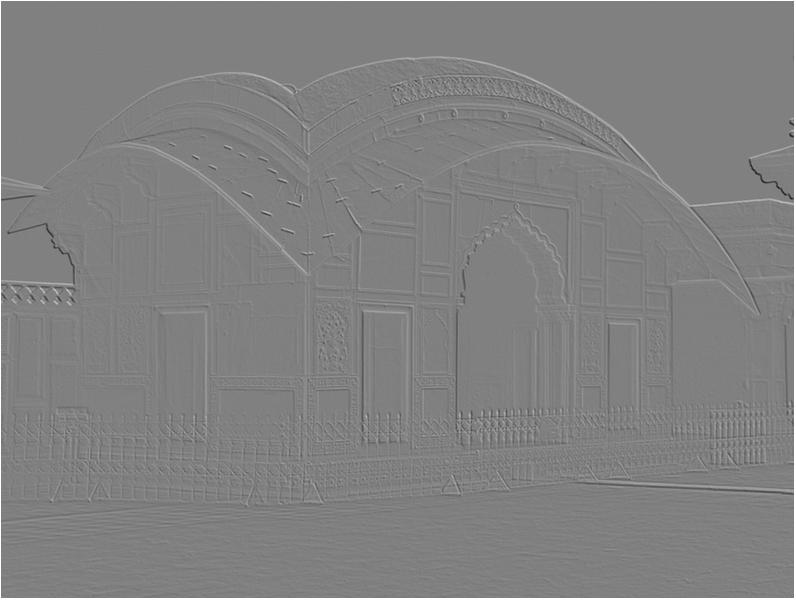
Зображення, профільтроване g(8)